# Mabulatrichus litoralis
Mabulatrichus litoralis är en kvalsterart som beskrevs av Aoki och Hirauchi 2000. Mabulatrichus litoralis ingår i släktet Mabulatrichus och familjen Zetomotrichidae. Inga underarter finns listade i Catalogue of Life.